# 38.ª División (Ejército Popular de la República)
La 38.ª División fue una de las divisiones del Ejército Popular de la República que se organizaron durante la guerra civil española sobre la base de las Brigadas Mixtas. Estuvo desplegada en el Frente de Córdoba.

## Historial
La unidad fue creada en mayo de 1937. En el momento de su creación agrupaba a las brigadas mixtas 6.ª, 103.ª, 114.ª y 115.ª, quedando integrada en el VII Cuerpo de Ejército. La 38.ª División cubría las posiciones situadas al este del río Zújar, teniendo su cuartel general en Hinojosa del Duque. Posteriormente la unidad quedó adscrita al VIII Cuerpo de Ejército, dentro del Ejército de Extremadura. En junio de 1938 sus fuerzas hubieron de hacer frente a una ofensiva enemiga contra sus posiciones, durante la cual sus brigadas no tuvieron un buen desempeño. Al mes siguiente intervino en los combates de la Bolsa de Mérida, de los cuales saldría quebrantada. 
En enero de 1939 tomó parte en la batalla de Valsequillo, dispuesta originalmente como fuerza de reserva. Posteriormente, compuesta por las brigadas mixtas 25.ª, 88.ª y 198.ª, fue agregada a la Agrupación «Toral» e intervendría en los ataques republicanos que intentaron destruir el saliente franquista formado en torno a Cabeza del Buey. Sus ataques, sin embargo, se estrellaron en el sector de Monterrubio de la Serena, fuertemente defendido por las fuerzas franquistas. Tras esto, la 38.ª División quedó agregada como reserva del Ejército de Extremadura. A finales de marzo de 1939, con el final de la contienda, la unidad se autodisolvió y dejó de existir.

## Mandos
Comandantes
- comandante de artillería Francisco Blanco Pedraza (desde mayo de 1937);[8]
- capitán de infantería Justo López Mejías (desde marzo de 1938);[9]
- teniente coronel Germán Madroñero López (desde abril de 1938);[1]
- comandante Carlos Ruiz García-Quijada (desde julio de 1938);[n. 2]
- mayor de milicias Ubaldo Gañán Fornés (desde agosto de 1938);
- mayor de milicias Bartolomé Fernández Sánchez (desde noviembre de 1938);[11]

Comisarios
- Gabriel Jáuregui García, del PCE;[12]
- Manuel Lorenzo González, del PSOE;[13]

Jefes de Estado Mayor
- comandante de infantería Mariano Elipe Rabadán;
- mayor de milicias Copérnico Ballester Francés;[10]

## Orden de batalla
| Fecha             | Cuerpo de Ejército adscrito | Brigadas Mixtas integradas | Frente de batalla |
| ----------------- | --------------------------- | -------------------------- | ----------------- |
| Junio de 1937     | VII Cuerpo de Ejército      | 6.ª, 103.ª, 114.ª, 115.ª   | Córdoba           |
| Marzo de 1938     | VIII Cuerpo de Ejército     | 88.ª, 103.ª, 115.ª         | Córdoba           |
| Octubre de 1938   | VIII Cuerpo de Ejército     | 25.ª, 88.ª y 103.ª         | Córdoba           |
| Noviembre de 1938 | VIII Cuerpo de Ejército     | 88.ª, 103.ª, 115.ª         | Córdoba           |